# Esper Hagen
Esper Hagen Andersen, född 17 maj 1948 i Århus, död 24 januari 2015 i Köpenhamn, var en dansk skådespelare. Han var kanske mest känd för sin roll som Arnold Vinter i den populära Tv-serien Matador.
Esper Hagen var son till skådespelarna Paul Hagen och Asta Esper Hagen Andersen. Han var utbildad från Odense Teaters elevskola (1968-1971). Han debuterade som skådespelare 1967 i rollen som Tommy i Pippi Långstrump på Det Ny Teater i Köpenhamn. Därefter var han aktiv vid Odense Teater (1970), ABC-Teatret (1972-1973), Det Danske Teater och Bristol Music Centers Teater. Han medverkade även i Svendborg Sommerteater (1972, 1974 och 1977) i komiska roller, däribland som en parodi på kyrko- och trafikministern Kresten Damsgaard. 
Hagen medverkade även i en del filmer och varit röstskådespelare i några av Walt Disney Companys tecknade filmer.

## Filmografi i urval
- Soldaterkammerater på bjørnetjeneste (1968)
- Præriens skrappe drenge (1970)
- Takt og tone i himmelsengen (1972)
- Romantik på sengekanten (1973)
- Alt på et bræt (1977)
- En by i Provinsen (Tv-serie, 1977)
- 1978-1981 – Matador (TV-serie)
- Kniven i hjertet (1981)
- Forræderne (1983)
- Asterix och britterna (röst, 1986)
- Bernard och Bianca i Australien (röst, 1990)
- Pocahontas (röst, 1995)
- Atlantis – En försvunnen värld (röst, 2001)
- Kejsarens nya stil 2 (röst, 2005)